# Ceraspis imitatrix
Ceraspis imitatrix är en skalbaggsart som beskrevs av Nonfried 1891. Ceraspis imitatrix ingår i släktet Ceraspis och familjen Melolonthidae. Inga underarter finns listade i Catalogue of Life.